# SUPER EUROBEAT presents ayu-ro mix 2
『SUPER EUROBEAT presents ayu-ro mix 2』（スーパー・ユーロビート・プレゼンツ・アユーロ・ミックス・ツー）は、日本の歌手・浜崎あゆみのリミックス・アルバム。2001年9月27日にavex traxより発売。

## 解説
リミックスアルバムとしては『ayu-mi-x III』から約7ヵ月ぶりのリリースで、『ayu-ro mix』シリーズの第2弾。24枚目のシングル「Dearest」、リミックスアルバム『Cyber TRANCE presents ayu trance』と同時発売。
14枚目の「vogue」から22枚目の「Endless sorrow」までのシングル表題曲9曲と、3枚目のアルバム『Duty』の表題曲「Duty」の計10曲の未発表リミックスを収録。ボーナストラックとして、シリーズ前作の『SUPER EUROBEAT presents ayu-ro mix』から3曲のリミックスの新バージョンを収録している。
初回盤のみ特殊パッケージ＋スペシャルトラックとして「UNITE!」のリミックスを収録。

## 収録曲
1. AUDIENCE "Euro-Power Mix" [4:05]
Remixed by DAVE RODGERS
コンピレーション・アルバム『SUPER EUROBEAT VOL.116』にも収録されている。また、VOL.120収録の「AUDIENCE "Euro-Pop Mix"」とはミックスが異なる。
2. evolution "Time Is Pop Mix" [4:56]
Remixed by SERGIO DALL'ORA & LUCA DEGANI
コンピレーション・アルバム『SUPER EUROBEAT VOL.120』に収録されている「evolution "Soft Time Mix"」とはミックスが異なる。
3. SEASONS "A Eurobeat Mix" [4:59]
Remixed by SERGIO DALL'ORA & LUCA DEGANI
4. Duty "Power Mind Mix" [4:51]
Remixed by LAURENT NEWFIELD
コンピレーション・アルバム『SUPER EUROBEAT VOL.120』に収録されている「Duty "Love Mix"」とはミックスが異なる。
5. vogue "Traditional Mix" [4:31]
Remixed by DAVE RODGERS
コンピレーション・アルバム『SUPER EUROBEAT VOL.120』に収録されている「vogue "Sentimental Mix"」とはミックスが異なる。
6. ℳ "Sweet Heart Mix" [5:42]
Remixed by LAURENT NEWFIELD
7. NEVER EVER "Eurobeat Mix" [4:13]
Remixed by LAURENT NEWFIELD
8. Endless sorrow "A Agressive Mix" [5:10]
Remixed by SERGIO DALL'ORA & LUCA DEGANI
9. Far away "ayu-ro Extended Mix" [5:40]
Remixed by BRATT SINCLAIRE
10. SURREAL "Time A Go-Go Mix" [5:07]
Remixed by SERGIO DALL'ORA & LUCA DEGANI
コンピレーション・アルバム『SUPER EUROBEAT VOL.120』に収録されている「SURREAL "A Sentimental Mix"」とはミックスが異なる。

Bonus Track
1. appears "Melodic Extended Mix" [5:30] 
Remixed by SERGIO DALL'ORA & LUCA DEGANI
前作『ayu-ro mix』に収録されている「appears "Aggressive Extended Mix"」とはミックスが異なる。
2. kanariya "Sweet Mix" [6:00] 
Remixed by LAURENT NEWFIELD
前作『ayu-ro mix』に収録されている「kanariya "Power Mix"」とはミックスが異なる。
3. immature "Power Mix" [5:34] 
Remixed by LAURENT NEWFIELD
前作『ayu-ro mix』に収録されている「immature "Sweet Mix"」とはミックスが異なる。

Special Track（初回盤のみ収録）
1. UNITE! "Euro-Power Mix" [6:07] 
Remixed by DAVE RODGERS